# Philips Sport Vereniging 2019-2020
Questa voce raccoglie le informazioni riguardanti il Philips Sport Vereniging nelle competizioni ufficiali della stagione 2019-2020.

## Rosa
| N. |                        | Ruolo | Calciatore       |
| -- | ---------------------- | ----- | ---------------- |
| 1  | Paesi Bassi (bandiera) | P     | Jeroen Zoet      |
| 3  | Paesi Bassi (bandiera) | D     | Nick Viergever   |
| 5  | Germania (bandiera)    | D     | Timo Baumgartl   |
| 6  | Germania (bandiera)    | D     | Daniel Schwaab   |
| 7  | Portogallo (bandiera)  | A     | Bruma            |
| 8  | Paesi Bassi (bandiera) | D     | Jorrit Hendrix   |
| 9  | Paesi Bassi (bandiera) | A     | Donyell Malen    |
| 10 | Paesi Bassi (bandiera) | A     | Steven Bergwijn  |
| 11 | Grecia (bandiera)      | A     | Kōstas Mītroglou |
| 13 | Germania (bandiera)    | P     | Lars Unnerstall  |
| 14 | Paesi Bassi (bandiera) | A     | Sam Lammers      |
| 15 | Messico (bandiera)     | C     | Érick Gutiérrez  |
| 17 | Paesi Bassi (bandiera) | C     | Ibrahim Afellay  |

| N. |                          | Ruolo | Calciatore}              |
| -- | ------------------------ | ----- | ------------------------ |
| 18 | Paesi Bassi (bandiera)   | C     | Pablo Rosario (capitano) |
| 19 | Paesi Bassi (bandiera)   | A     | Cody Gakpo               |
| 20 | Uruguay (bandiera)       | C     | Gaston Pereiro           |
| 21 | Paesi Bassi (bandiera)   | P     | Robbin Ruiter            |
| 22 | Paesi Bassi (bandiera)   | D     | Denzel Dumfries          |
| 24 | Paesi Bassi (bandiera)   | C     | Mohamed Ihattaren        |
| 25 | Giappone (bandiera)      | C     | Ritsu Doan               |
| 28 | Francia (bandiera)       | D     | Olivier Boscagli         |
| 30 | Nuova Zelanda (bandiera) | A     | Ryan Thomas              |
| 31 | Paesi Bassi (bandiera)   | P     | Yanick van Osch          |
| 32 | Rep. Ceca (bandiera)     | D     | Michal Sadílek           |
| 33 | Paesi Bassi (bandiera)   | D     | Jordan Teze              |
| 56 | Inghilterra (bandiera)   | A     | Noni Madueke             |
| 68 | Paesi Bassi (bandiera)   | C     | Ricardo Rodríguez        |